# 竹越與三郎
竹越 與三郎（たけこし よさぶろう、慶応元年10月5日（1865年11月22日） - 昭和25年（1950年）1月12日）は、日本の明治から戦前昭和にかけての歴史学者・思想史家・殖民学者・政治家。衆議院議員・枢密顧問官・貴族院勅選議員・宮内省臨時帝室編修局御用掛、同編修官長などを歴任し、戦後に公職追放指定を受け、一切の職を辞任。位階は正三位、勲等は勲一等。号は三叉（さんさ）。
明治・大正・戦前昭和の3つの時代に渡り言論界をリード。日刊雑誌『世界之日本』主筆を皮切りに、「世界の日本乎、亞細亞の日本乎」 を以て自由帝国主義に根差した独自の文明史観で多くの著述を行った。またイギリスのホイッグ史観の代表的歴史家のトーマス・マコーリーに影響を受け「新日本史」と「二千五百年史」を著述した竹越は「日本のマコウレー」と言われた。

## 経歴

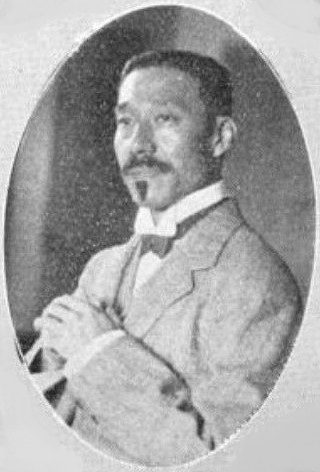
竹腰与三郎

### 生い立ち
新潟県中頸城郡柿崎村戸長で酒造業の清野仙三郎の次男として武蔵国本庄宿（現在の埼玉県本庄市）で生まれ、柿崎村で成長する。陸軍軍人の中村興麿は妻の弟。
上京して中村敬宇に学び、明治14年（1881年）9月、慶應義塾に入学した。
翌年、福沢諭吉から時事新報社への入社を薦められ、在学中から新聞に執筆し始める。
明治16年（1883年）に柿崎村の伯父・竹越藤平の養子となる。この年、時事新報社に入社するが官民調和の論調に反発して翌年退職する。その後、小崎弘道の勧めで群馬高崎教会に住んで英語塾を開く。明治19年（1886年）8月、小崎弘道よりキリスト教の洗礼を受ける。同年、前橋英学校の教員に招かれた。その後、『基督教新聞』や『大阪公論』の記者を務める。

### 國民新聞社
その頃、湯浅治郎の紹介で徳富蘇峰と知り合い、民友社及び『国民新聞』の創刊の手伝いをする。明治22年（1889年）に竹越竹代と結婚した。同年に正式に民友社に入ると、明治23年（1890年）2月1日の国民新聞創刊時より政治評論を担当、執筆した。この年の11月7日、オリバー・クロムウェルの伝記である『格朗穵（クロムウェル）』を刊行して在野史家としてデビューを飾る。翌明治24年（1891年）7月より全3巻の予定で明治維新史を政治・外交・経済・宗教の側面より分析した『新日本史』を刊行を開始、実証的な史料批判の不十分さはあるものの、日本初の本格的な現代史書としてこれまでの編年史・考証史とは一線を画した（ただし、下巻は未完に終わる）。この中で明治維新を内外の危機的状況で国民の活力が発揮された「乱世的革命」と位置づけて王政復古史観や佐幕・勤皇・藩閥論に対して強く批判した。明治26年（1893年）には、民友社「十二文豪」シリーズの1冊としてマコウレーの伝記を担当する。また、山路愛山とも親交を結び、民友社を代表する史論家として知られるようになった。日清戦争以前から「布哇出稼人」への保護の必要を説き、白人の抵抗割合に少なく好都合であるハワイへの移住を提唱するなど、帝国主義的海外膨張論の「熱帯移民論」(南進論)を主張。

### 衆議院議員
伊藤博文、陸奥宗光、西園寺公望に見出されて高く評価されたが原敬、桂太郎、大隈重信とは対立した。その後、日清戦争を機に国粋主義に傾倒していった蘇峰を竹越が批判したことから対立し、明治28年（1895年）12月に民友社を退社する。
その後、再び時事新報社に入るが、陸奥宗光・西園寺公望らの世話を受けて、明治29年（1896年）に『世界之日本』の主筆に迎えられた。同年開拓社より、代表作となる日本通史『二千五百年史』が刊行された。伴信友の『史籍年表』などを元にして古代から明治維新までの歴史を描き、神武天皇の東征を天孫人種と土着人種の民俗対立と捉え、南北朝正閏論においては北人（武家方）が苛察収斂な王朝党（南人/公家方）を圧倒して時代精神になったと論じるなど、文明史の立場から皇国史観とは違う視点から日本史を論じて版を重ねた。
陸奥の死後は西園寺の側近としても活躍し、明治31年（1898年）1月に成立した第3次伊藤内閣に西園寺が文部大臣として入閣すると、竹越は大臣秘書官兼文部省勅任参事官に任命された。だが、西園寺は4月末で大臣を退任したために竹越もわずか4ヶ月の在任に過ぎなかった。
その後、欧州視察を経て、明治35年（1902年）の第7回衆議院議員総選挙において新潟県郡部区より立憲政友会から立候補して初当選、以後5回連続で当選を果たした（第11回衆議院議員総選挙では群馬県前橋市区に選挙区を移して当選、また一時中正会に籍を置く）。その後、台湾総督府の総督・児玉源太郎や民政長官・後藤新平とも近くなり、欧米や南洋地域の視察を行って日仏協会設立に尽力したり、明治39年（1906年）には読売新聞主筆に就任するなど、評論活動を続けている。東亜同文会の評議員にも就任している。第3回列国議会同盟会議（ロンドン）に日本代表団の一員として列席。

### 思想啓蒙活動
「東亜新秩序の確立は、やがて全亜細亜復興の魁である。全亜細亜復興は、取りも直さず世界維新の実現である」と主張。また、自らが主張する南進論を実地踏査により実証的に裏付けるために明治42年6月から9月にかけて行った、南洋視察旅行の紀行文『南国紀』を発刊。内容は、北進政策（北進論）を非難し、渡航先の地誌、各国の植民政策の比較、日本の南進政策への提言などを詳述する政治的論説とも言うべきもので、発刊後、評判となり、版を重ねた。竹越はこの書物において主張して、「南人」たる日本人の北進は日本民族の使命であり、日本の歴史的約束であると説き、「南はもとより無人の地ではなく、無支配の土地ではない」が、侵略から解放へという「王者の道」を採ることでそれは果たされるであろうとしている。また、そもそも全亜細亜を支配していた大和民族は「亜細亜大陸回復の遣伝性」を保持してきており、内田良平と共にアジア各地に日本民族と日本文化の起源を求めたその手法を用いながら、そもそも亜細亜全体が日本の引き写しであったのだと議論全体を逆転させてみせたりもした。他にも日本人とユダヤ人を同一の祖先からでたとする「ユダヤ同種同祖論（日ユ同祖論）」俗説の形成にも言及。これは、木村鷹太郎や石川三四郎も種々に論じている。

### 枢密顧問官
大正4年（1915年）の第12回衆議院議員総選挙で大隈信常（大隈重信養子）に敗れて落選した竹越は本野一郎らと「日本経済史編纂会」を結成し、大正8年（1919年）から翌年にかけて上知令を基軸に天保改革を論じ、『日本経済史』全8巻を刊行した。竹越は「歴史の第一原因は経済的要因」にあると唱えた。
大正11年（1922年）に宮内省臨時帝室編修局御用掛に任命され、ほどなく編修官長に転じて『明治天皇紀』編纂の中心的役割を担った（ただし、後に竹越が書いた草稿を読んだ竹越夫人の甥である中村哲は、最終的に金子堅太郎・三上参次らがまとめた現存の『明治天皇紀』との大きな違いの存在を指摘している）。竹越は『記紀神話』の要点を史実として述べ、その中に一流の合理的解釈をはさむという手法を取った。この年貴族院議員に任じられ、政友会系の交友倶楽部に属した。昭和5年（1930年）には西園寺公望の半生を記した伝記『陶庵公』を執筆する。
昭和15年（1940年）には枢密顧問官に転じるが、軍部の圧迫で『二千五百年史』が発売禁止になるなどの圧迫を受けた。更に東京大空襲で蔵書や原稿を焼失した。戦後、枢密院廃止後は一切の公職から退く。昭和22年（1947年）に公職追放処分を受けた。

### 戦後
戦後の竹越の著作は歴史上における国民または個人の思想動向とその分析の重要性と時期区分とその変化の法則性把握を提唱し、歴史における経済的要因を重視するなど、市民的立場からみた発展的歴史観を示した。また、自由主義・ダーウィニズム的文明史観の立場から私有財産の永続性と個人の自由を人類史の到達点とみなして、社会主義や軍国主義には強く反対して以後の彼の政治活動を規定するに至った。竹越はその発展的段階的歴史の見方を、オーギュスト・コントやドイツの歴史学派の人々の影響を受けているようである。また、死去まで母校の慶應義塾評議員を務めた。
昭和25年（1950年）1月12日、老衰のため世田谷区用賀の自宅で死去。墓所は多磨霊園。

## 家族
- 実父・清野仙三郎 ‐ 酒造業。柿崎村戸長。[11][12]
- 養父・竹越藤平 ‐ 実家の清野家も養家の竹越家も柿崎村の古くからの豪家[13]。
- 妻・竹越竹代 ‐ 岡山県士族・中村興麿の姉[11]
- 長男・竹越虎之助 ‐ 薬学士。妻の梅子は三井物産取締役・林徳太郎の娘。梅子の母方祖父に妻木頼黄、妹の夫に木内四郎。三男の岳父に吉山博吉。[11]
- 二男・竹越熊三郎 ‐ 三菱金属鉱業常務、千歳鉱山社長。岳父に山中千之。[11]
- 三男・伊藤鵠四郎 ‐ 伊藤家養子[11]
- 四男・竹越龍五郎 ‐ 八代化学社長。岳父に足袋商「万栄」川崎芳次郎。その父・川崎栄助は万栄の創業者であり、富士紡績、南亜公司、小倉製紙所、横浜電気、房総煉乳、日本電化工業などの重役を務めた実業家で、芳次郎は2代目栄助を襲名。[11][14]
- 長女・元良北見 ‐ 元良勇次郎の長男・元良信太郎の妻。子に元良誠三。[11]

## 栄典
位階
- 1898年（明治31年）3月30日 - 正五位[15]
- 1921年（大正10年）2月21日 - 従四位[15]
- 1926年（大正15年）3月1日 - 正四位[15]
- 1942年（昭和17年）2月16日 - 従三位[15]
- 1945年（昭和20年）3月1日 - 正三位[15]

勲章等
- 1906年（明治39年）4月1日 - 勲四等旭日小綬章[15]
- 1916年（大正5年）4月1日 - 勲三等瑞宝章[15]
- 1928年（昭和3年）11月10日 - 金杯一個・大礼記念章（昭和）[15]
- 1930年（昭和5年）5月23日 - 勲二等瑞宝章[15]
- 1931年（昭和6年）5月1日 - 帝都復興記念章[15]
- 1932年（昭和7年）10月1日 - 朝鮮昭和五年国勢調査記念章[15]
- 1934年（昭和9年）4月29日 - 旭日重光章[15]
- 1940年（昭和15年）
  - 4月29日 - 銀杯一組[15]
  - 6月10日 - 勲一等瑞宝章[15]
  - 8月15日 - 紀元二千六百年祝典記念章[15]

外国勲章佩用允許
- 1934年（昭和9年）3月1日 - 満州帝国：大満洲国建国功労章[15]
- 1935年（昭和10年）9月21日 - 満州帝国：満州帝国皇帝訪日記念章[15]
- 1941年（昭和16年）12月9日 - 満州帝国：建国神廟創建紀念章[15]

## 主な著書
定本全集はいまだに存在していない。著作は国立国会図書館デジタルコレクションに多数収蔵されている。
- 独逸哲学英華 (報告堂, 1884)
- 政海之新潮 (岡本英三郎, 1887)
- 『格郎穵（クロムウエル）（明治23年）』 - 国立国会図書館デジタルコレクション
- 『新日本史（上巻：明治24年（1891年）』 - 国立国会図書館デジタルコレクション
- 『新日本史（中巻：明治25年)』 - 国立国会図書館デジタルコレクション、下巻：未完[2]。
  - 西田毅校閲・解説、岩波文庫 上・下、2005年[16]
- 『マコウレー(明治26年、民友社)』 - 国立国会図書館デジタルコレクション
- 基督伝記  (福音社, 1893)
- 支那論 (民友社, 1894)
- 『二千五百年史(明治29年（1896）、警醒社書店）』 - 国立国会図書館デジタルコレクション
  - 中村哲校閲・解説、講談社学術文庫 上・下、改版1990年
- 萍聚絮散記 (開拓社, 1902)
- 三叉書翰 (開拓社, 1903、二酉社, 1915)
- 臺灣統治志(1905年、博文館)
- 比較殖民制度(1906年、読売新聞社)
- 三叉演説集 (二酉堂, 1908)
- 南國記(二酉社, 1910)
- 惜春雑話 (二酉社, 1912)
- 読画楼間話(二酉社, 1913)
- 人民讀本 (富山房, 1913)
- 三叉文存 (至誠堂書店, 1914)
- 日本經濟史、1-8(日本経済史編纂会, 1920)
- 日本經濟史、1-12(平凡社, 1935)
- 讀畫樓隨筆
- 陶庵公 : 西園寺公望公伝 (叢文閣, 1933)
- 『旋風裡の日本』(立命館出版部, 1933)
  - 高坂盛彦解説、中公クラシックス、2014年、ISBN 412-1601475
- 倭寇記 (白揚社, 1938)
- 物價史
- 南洋時事
- 深憂大患
- 日本の自画像(白揚社, 1938)
- 日本の真の姿石井氏還暦記念講演會、1938（昭和13）年11月17日発行
- 三叉小品 (立命館出版部, 1940)
- 支那義和団の再発 上海はサラミスである(1937)
- 磯野計伝
- 西園寺公 (鳳文書林, 1947)

### 翻訳
- 『英国憲法之真相. 第1巻 バジョット(岡本彦八郎共訳、岡本英三郎、明治20)』 - 国立国会図書館デジタルコレクション - ウォルター・バジョット訳

### 選集
- 『民友社思想文学叢書4　竹越三叉集』（西田毅編、三一書房、1985年）、巻末に年譜・参考文献
- 『明治文学全集36　民友社文学集』（柳田泉編、筑摩書房、1970年）

## 思想影響
- アーチボルド・プリムローズ (第5代ローズベリー伯)
- トーマス・マコーリー[2]
- フランソワ・ピエール・ギヨーム・ギゾー[2]
- サミュエル・スマイルズ[2]
- ウォルター・バジョット - 竹越はバジョットのThe English Constitution (1867年)を翻訳した。

北一輝は竹越與三郎から影響を受けており、特に竹越の『二千五百年史』(1896)における大化の改新を範型とした維新観に深い影響を受けた。竹越は、大化の改新を「空前絶後の国体変革」として、それ以前の社会は天皇の一族が、中臣氏、忌部氏、物部氏、大伴氏、蘇我氏などの諸族を統治する族長であり、直接民を統治していたわけではなく、「国家」や「国民」はなく、「天皇は国家の君主にあらずして、諸族の長たるに過ぎず」という状態であった。大化の改新によって、貴族豪族の私民私領が廃され、奴隷、公民、土地すべてが国家に属すると定められ、族長の集議所は政府となり、族長政体を官制組織となり、天皇は人民を統治する君主となったとし、「神武以来一千三百年、日本の国民初めて成り、王制初めて生じ、国家初めて現出したるなり」と論じた。

## 伝記
- 高坂盛彦『ある明治リベラリストの記録　孤高の戦闘者竹越與三郎伝』中央公論新社〈中公叢書〉、2002年8月。ISBN 978-4-12-003305-6。
- 西田毅『竹越与三郎　世界的見地より経綸を案出す』（ミネルヴァ書房〈日本評伝選〉、2015年）。ISBN 978-4-623-07424-2。

## 関連文献
- 秋元信英「久米邦武と竹越与三郎の連続性」『國學院女子短期大学紀要』第5巻、學院大學 國學院女子短期大学、1987年3月、51-88頁、CRID 1390001288045727616、doi:10.24626/kokutana.5.0_51、ISSN 0288-3589。
- 佐藤正広「明治末期総督府官僚の台湾統治構想と統計調査」『Discussion Paper Series A』No.519、一橋大学経済研究所、2009年6月、1-37頁、hdl:10086/17494。
- 堀和孝「竹越与三郎と『明治天皇紀』編修事業 : 稿本「明治天皇紀」の分析」『同志社法學』第59巻第2号、同志社法學會、2007年7月、649-678頁、CRID 1390853649843160448、doi:10.14988/pa.2017.0000011202、ISSN 0387-7612。
- 水谷智 (2010年). “植民地主義と＜比較のポリティクス＞－竹越与三郎と持地六三郎の英領インド植民地政策観を中心に” (PDF).   三島海雲記念財団. 2014年5月26日閲覧。